# Nesozineus armatus
Nesozineus armatus är en skalbaggsart som beskrevs av Maria Helena M. Galileo och Martins 1996. Nesozineus armatus ingår i släktet Nesozineus och familjen långhorningar. Inga underarter finns listade i Catalogue of Life.